# ROOM 802
『ROOM 802』（ルーム エイトオーツー）は、日本のシンガーソングライター、大江千里の14作目のスタジオ・アルバムである。1998年5月21日にEPICソニーより発売された。

## 概要
前作『SENRI HAPPY』から2年ぶりとなるアルバム。発売日の1998年5月21日は、1983年5月21日にデビューしてから満15年目の日にあたる。
自身初のセルフプロデュース作品で、全収録曲の編曲とカバー曲「見上げてごらん夜の星を」以外の作詞作曲も大江が手がけている。
初回盤のみボックス仕様となっている。
2021年6月11日にCD-BOX『Senri Premium III 〜MY GLORY DAYS 1993-1999〜』がSony Music Shopsで発売され、『Giant Steps』、『SENRI HAPPY』と共に紙ジャケット仕様で復刻した。音源は最新デジタル・リマスター音源で、Blu-spec CD2仕様となっている。

## 収録曲
| 全編曲: 大江千里。 |                               |           |            |       |
| #                  | タイトル                      | 作詞      | 作曲       | 時間  |
| 1.                 | 「TIGER CHAMPION」            | 大江千里  | 大江千里   | 3:21  |
| 2.                 | 「夙川パーキングナイト」      | 大江千里  | 大江千里   | 4:22  |
| 3.                 | 「黒のオルフェウス」          | 大江千里  | 大江千里   | 4:42  |
| 4.                 | 「そばにいるきみのために」    | 大江千里  | 大江千里   | 4:47  |
| 5.                 | 「KONICA 2009」               | 大江千里  | 大江千里   | 4:49  |
| 6.                 | 「碧の蹉跌」                  | 大江千里  | 大江千里   | 4:51  |
| 7.                 | 「見上げてごらん夜の星を」    | 永六輔    | いずみたく | 4:27  |
| 8.                 | 「風が吹いてる」              | 大江千里  | 大江千里   | 4:35  |
| 9.                 | 「DUBIDUBIDUO」               | 大江千里  | 大江千里   | 3:50  |
| 10.                | 「WHITE CASINO」              | 大江千里  | 大江千里   | 4:53  |
| 11.                | 「ワンダーフォーゲル部」      | 大江千里  | 大江千里   | 4:09  |
| 12.                | 「冬の背骨」                  | 大江千里  | 大江千里   | 4:09  |
| 13.                | 「TWO OF US」                 | 大江千里  | 大江千里   | 4:53  |
| 14.                | 「THE MUSES」                 | 大江千里  | 大江千里   | 4:43  |
| 15.                | 「THIS IS MY LIFE <'98 mix>」 | 大江千里  | 大江千里   | 4:42  |
| 16.                | 「ハレルヤ」                  | 大江千里  | 大江千里   | 5:09  |
| 合計時間:          | 合計時間:                     | 合計時間: | 合計時間:  | 72:22 |

## 楽曲解説
1. TIGER CHAMPION
2. 夙川パーキングナイト
3. 黒のオルフェウス
36thシングル『碧の蹉跌』のカップリング曲。
4. そばにいるきみのために
5. KONICA 2009
6. 碧の蹉跌
36thシングル。
7. 見上げてごらん夜の星を
35thシングル『Two of Us/見上げてごらん夜の星を』の2曲目。同名のミュージカルの劇中主題歌のカバー。
8. 風が吹いてる
9. DUBIDUBIDUO
翌年に発売されたベスト・アルバム『2000 JOE』には、ストリングスが加えられた別バージョンが収録された[5]。
10. WHITE CASINO
11. ワンダーフォーゲル部
12. 冬の背骨
13. TWO OF US
35thシングル『Two of Us/見上げてごらん夜の星を』の1曲目。
14. THE MUSES
15. THIS IS MY LIFE <'98 mix>
34thシングル『HYPERACTIVE DINOSAUR』のカップリング曲のリミックス・バージョン。
16. ハレルヤ